# 全米映画俳優組合賞主演男優賞
全米映画俳優組合賞主演男優賞（ぜんべいえいがはいゆうくみあいしょうしゅえんだんゆうしょう、Screen Actors Guild Award for Outstanding Performance by a Male Actor in a Leading Role）は、映画俳優組合が映画男優に贈る賞である。

## 統計
| 最高記録                 | 主演男優                                                           | 主演男優 | 助演男優 | 助演男優 | 総計                                                       | 総計 |
| ------------------------ | ------------------------------------------------------------------ | -------- | --- | -------- | ---------------------------------------------------------- | ---- |
| 最多受賞者               | ダニエル・デイ＝ルイス                                             | 3        | マハーシャラ・アリ | 2        | ダニエル・デイ＝ルイス                                     | 3    |
| 最多候補者               | デンゼル・ワシントン                                               | 6        | クリス・クーパー、ジャレッド・レト、ウィレム・デフォー                                                                                              | 3        | レオナルド・ディカプリオ、デンゼル・ワシントン             | 6    |
| 受賞経験無しの最多候補者 | ジョージ・クルーニー、ライアン・ゴズリング、ヴィゴ・モーテンセン   | 3        | クリス・クーパー | 3        | ジョージ・クルーニー                                       | 4    |
| 複数の候補者を持つ作品   | 『ショーシャンクの空に』                                           | 2        | 『バードケージ』、『ザ・コンテンダー』、『クラッシュ』、 『ノーカントリー』、『スリー・ビルボード』、『アイリッシュマン』、『イニシェリン島の精霊』 | 2        | 『イニシェリン島の精霊』                                   | 3    |
| 最年長受賞者             | デンゼル・ワシントン （『フェンス』、2017年）                      | 62       | クリストファー・プラマー （『人生はビギナーズ』、2012年）                                                                                           | 82       | クリストファー・プラマー （『人生はビギナーズ』、2012年）  | 82   |
| 最年長候補者             | アンソニー・ホプキンス （『ファーザー』、2020年）                  | 83       | ロバート・デュヴァル （『ジャッジ 裁かれる判事』、2015年）                                                                                          | 83       | ロバート・デュヴァル （『ジャッジ 裁かれる判事』、2015年） | 83   |
| 最年少受賞者             | ティモシー・シャラメ （『名もなき者/A COMPLETE UNKNOWN』、2024年） | 29       | ヒース・レジャー （『ダークナイト』、2009年） | 28       | ヒース・レジャー （『ダークナイト』、2009年）              | 28   |
| 最年少候補者             | ジェイミー・ベル （『リトル・ダンサー』、2001年）                  | 14       | ジェイコブ・トレンブレイ （『ルーム』、2016年） | 9        | ジェイコブ・トレンブレイ （『ルーム』、2016年）            | 9    |

## 受賞及び候補者一覧
備考: 
- "†" - 同年のアカデミー主演男優賞受賞者
- "‡" - 同年のアカデミー主演男優賞候補者

### 1990年代
| 年   | 受賞及び候補者                 | 作品名                                  | 役名                                   |
| ---- | ------------------------------ | --------------------------------------- | -------------------------------------- |
| 1994 | トム・ハンクス                 | 『フォレスト・ガンプ/一期一会』         | フォレスト・ガンプ †                   |
| 1994 | モーガン・フリーマン           | 『ショーシャンクの空に』                | エリス・ボイド・"レッド"・レディング ‡ |
| 1994 | ポール・ニューマン             | 『ノーバディーズ・フール』              | シュリー・サリヴァン ‡                 |
| 1994 | ティム・ロビンス               | 『ショーシャンクの空に』                | アンディ・デュフレーン                 |
| 1994 | ジョン・トラボルタ             | 『パルプ・フィクション』                | ビンセント・ベガ ‡                     |
| 1995 | ニコラス・ケイジ               | 『リービング・ラスベガス』              | ベン・サンダーソン †                   |
| 1995 | アンソニー・ホプキンス         | 『ニクソン』                            | リチャード・ニクソン ‡                 |
| 1995 | ジェームズ・アール・ジョーンズ | 『輝きの大地』                          | スティーヴン・クマロ                   |
| 1995 | ショーン・ペン                 | 『デッドマン・ウォーキング』            | マシュー・ポンスレット ‡               |
| 1995 | マッシモ・トロイージ           | 『イル・ポスティーノ』                  | マリオ・ルオッポロ ‡                   |
| 1996 | ジェフリー・ラッシュ           | 『シャイン』                            | デイヴィッド・ヘルフゴット †           |
| 1996 | トム・クルーズ                 | 『ザ・エージェント』                    | ジェリー・マグワイア ‡                 |
| 1996 | レイフ・ファインズ             | 『イングリッシュ・ペイシェント』        | アルマシー ‡                           |
| 1996 | ウディ・ハレルソン             | 『ラリー・フリント』                    | ラリー・フリント ‡                     |
| 1996 | ビリー・ボブ・ソーントン       | 『スリング・ブレイド』                  | カール・チルダース ‡                   |
| 1997 | ジャック・ニコルソン           | 『恋愛小説家』                          | メルヴィン †                           |
| 1997 | マット・デイモン               | 『グッド・ウィル・ハンティング/旅立ち』 | ウィル・ハンティング ‡                 |
| 1997 | ロバート・デュヴァル           | The Apostle                             | エウリス・"ソニー"・デューイ ‡         |
| 1997 | ピーター・フォンダ             | 『木洩れ日の中で』                      | ユリシーズ・ジャクソン ‡               |
| 1997 | ダスティン・ホフマン           | 『ウワサの真相/ワグ・ザ・ドッグ』       | スタンリー・モッツ ‡                   |
| 1998 | ロベルト・ベニーニ             | 『ライフ・イズ・ビューティフル』        | グイド・オレフィス †                   |
| 1998 | ジョセフ・ファインズ           | 『恋におちたシェイクスピア』            | ウィリアム・シェイクスピア             |
| 1998 | トム・ハンクス                 | 『プライベート・ライアン』              | ジョン・ミラー ‡                       |
| 1998 | イアン・マッケラン             | 『ゴッド・アンド・モンスター』          | ジェイムズ・ホエール ‡                 |
| 1998 | ニック・ノルティ               | 『白い刻印』                            | ウェイド・ホワイトハウス ‡             |
| 1999 | ケヴィン・スペイシー           | 『アメリカン・ビューティー』            | レスター・バーナム †                   |
| 1999 | ジム・キャリー                 | 『マン・オン・ザ・ムーン』              | アンディ・カウフマン                   |
| 1999 | ラッセル・クロウ               | 『インサイダー』                        | ジェフリー・ワイガンド ‡               |
| 1999 | フィリップ・シーモア・ホフマン | 『フローレス』                          | ラスティ                               |
| 1999 | デンゼル・ワシントン           | 『ザ・ハリケーン』                      | ルービン・カーター ‡                   |

### 2000年代
| 年   | 受賞及び候補者                 | 作品名                                            | 役名                                               |
| ---- | ------------------------------ | ------------------------------------------------- | -------------------------------------------------- |
| 2000 | ベニチオ・デル・トロ           | 『トラフィック』                                  | ハビエル・ロドリゲス                               |
| 2000 | ジェイミー・ベル               | 『リトル・ダンサー』                              | ビリー・エリオット                                 |
| 2000 | ラッセル・クロウ               | 『グラディエーター』                              | マキシマス・デシマス・メレディウス †               |
| 2000 | トム・ハンクス                 | 『キャスト・アウェイ』                            | チャック・ノーランド ‡                             |
| 2000 | ジェフリー・ラッシュ           | 『クイルズ』                                      | マルキ・ド・サド ‡                                 |
| 2001 | ラッセル・クロウ               | 『ビューティフル・マインド』                      | ジョン・ナッシュ ‡                                 |
| 2001 | ケヴィン・クライン             | 『海辺の家』                                      | ジョージ・モンロー                                 |
| 2001 | ショーン・ペン                 | 『アイ・アム・サム』                              | サム・ドーソン ‡                                   |
| 2001 | デンゼル・ワシントン           | 『トレーニング デイ』                             | アロンゾ・ハリス †                                 |
| 2001 | トム・ウィルキンソン           | 『イン・ザ・ベッドルーム』                        | マット・ファウラー ‡                               |
| 2002 | ダニエル・デイ＝ルイス         | 『ギャング・オブ・ニューヨーク』                  | ウィリアム・"ビル・ザ・ブッチャー"・カッティング ‡ |
| 2002 | エイドリアン・ブロディ         | 『戦場のピアニスト』                              | ウワディスワフ・シュピルマン †                     |
| 2002 | ニコラス・ケイジ               | 『アダプテーション』                              | チャーリー・カウフマン / ドナルド・カウフマン ‡    |
| 2002 | リチャード・ギア               | 『シカゴ』                                        | ビリー・フリン                                     |
| 2002 | ジャック・ニコルソン           | 『アバウト・シュミット』                          | ウォーレン・シュミット ‡                           |
| 2003 | ジョニー・デップ               | 『パイレーツ・オブ・カリビアン/呪われた海賊たち』 | ジャック・スパロウ ‡                               |
| 2003 | ピーター・ディンクレイジ       | The Station Agent                                 | フィンバー・マクブライド                           |
| 2003 | ベン・キングズレー             | 『砂と霧の家』                                    | ベラーニ ‡                                         |
| 2003 | ビル・マーレイ                 | 『ロスト・イン・トランスレーション』              | ボブ・ハリス ‡                                     |
| 2003 | ショーン・ペン                 | 『ミスティック・リバー』                          | ジミー・マーカム †                                 |
| 2004 | ジェイミー・フォックス         | 『Ray/レイ』                                      | レイ・チャールズ †                                 |
| 2004 | ドン・チードル                 | 『ホテル・ルワンダ』                              | ポール・ルセサバギナ ‡                             |
| 2004 | ジョニー・デップ               | 『ネバーランド』                                  | ジェームス・マシュー・バリー ‡                     |
| 2004 | レオナルド・ディカプリオ       | 『アビエイター』                                  | ハワード・ヒューズ ‡                               |
| 2004 | ポール・ジアマッティ           | 『サイドウェイ』                                  | マイルス・レイモンド                               |
| 2005 | フィリップ・シーモア・ホフマン | 『カポーティ』                                    | トルーマン・カポーティ †                           |
| 2005 | ラッセル・クロウ               | 『シンデレラマン』                                | ジェームス・J・ブラドック                          |
| 2005 | ヒース・レジャー               | 『ブロークバック・マウンテン』                    | イニス・デル・マー ‡                               |
| 2005 | ホアキン・フェニックス         | 『ウォーク・ザ・ライン/君につづく道』             | ジョニー・キャッシュ ‡                             |
| 2005 | デヴィッド・ストラザーン       | 『グッドナイト&グッドラック』                     | エドワード・R・マロー ‡                            |
| 2006 | フォレスト・ウィテカー         | 『ラストキング・オブ・スコットランド』            | イディ・アミン †                                   |
| 2006 | レオナルド・ディカプリオ       | 『ブラッド・ダイヤモンド』                        | ダニー・アーチャー ‡                               |
| 2006 | ライアン・ゴズリング           | 『ハーフネルソン』                                | ダン・デューン ‡                                   |
| 2006 | ピーター・オトゥール           | 『ヴィーナス』                                    | モーリス ‡                                         |
| 2006 | ウィル・スミス                 | 『幸せのちから』                                  | クリス・ガードナー ‡                               |
| 2007 | ダニエル・デイ＝ルイス         | 『ゼア・ウィル・ビー・ブラッド』                  | ダニエル・プレインビュー †                         |
| 2007 | ジョージ・クルーニー           | 『フィクサー』                                    | マイケル・クレイトン ‡                             |
| 2007 | ライアン・ゴズリング           | 『ラースと、その彼女』                            | ラース・リンドストロム                             |
| 2007 | エミール・ハーシュ             | 『イントゥ・ザ・ワイルド』                        | クリストファー・マッカンドレス                     |
| 2007 | ヴィゴ・モーテンセン           | 『イースタン・プロミス』                          | ニコライ ‡                                         |
| 2008 | ショーン・ペン                 | 『ミルク』                                        | ハーヴェイ・ミルク †                               |
| 2008 | リチャード・ジェンキンス       | 『扉をたたく人』                                  | ウォルター・ヴェイル ‡                             |
| 2008 | フランク・ランジェラ           | 『フロスト×ニクソン』                             | リチャード・ニクソン ‡                             |
| 2008 | ブラッド・ピット               | 『ベンジャミン・バトン 数奇な人生』               | ベンジャミン・バトン ‡                             |
| 2008 | ミッキー・ローク               | 『レスラー』                                      | ランディ・“ザ・ラム”・ロビンソン ‡                 |
| 2009 | ジェフ・ブリッジス             | 『クレイジー・ハート』                            | バッド・ブレイク †                                 |
| 2009 | ジョージ・クルーニー           | 『マイレージ、マイライフ』                        | ライアン・ビンガム ‡                               |
| 2009 | コリン・ファース               | 『シングルマン』                                  | ジョージ・ファルコナー ‡                           |
| 2009 | モーガン・フリーマン           | 『インビクタス/負けざる者たち』                   | ネルソン・マンデラ ‡                               |
| 2009 | ジェレミー・レナー             | 『ハート・ロッカー』                              | ウィリアム・ジェームズ二等軍曹 ‡                   |

### 2010年代
| 年   | 受賞及び候補者                 | 作品名                                                  | 役名                                                  |
| ---- | ------------------------------ | ------------------------------------------------------- | ----------------------------------------------------- |
| 2010 | コリン・ファース               | 『英国王のスピーチ』                                    | ヨーク公アルバート王子 / ジョージ6世 †                |
| 2010 | ジェフ・ブリッジス             | 『トゥルー・グリット』                                  | ルースター・コグバーン ‡                              |
| 2010 | ロバート・デュヴァル           | Get Low                                                 | フェリックス・ブッシュ                                |
| 2010 | ジェシー・アイゼンバーグ       | 『ソーシャル・ネットワーク』                            | マーク・ザッカーバーグ ‡                              |
| 2010 | ジェームズ・フランコ           | 『127時間』                                             | アーロン・ラルストン ‡                                |
| 2011 | ジャン・デュジャルダン         | 『アーティスト』                                        | ジョージ・ヴァレンタイン †                            |
| 2011 | デミアン・ビチル               | 『明日を継ぐために』                                    | カルロス・ガリンドー ‡                                |
| 2011 | ジョージ・クルーニー           | 『ファミリー・ツリー』                                  | マット・キング ‡                                      |
| 2011 | レオナルド・ディカプリオ       | 『J・エドガー』                                         | ジョン・エドガー・フーヴァー                          |
| 2011 | ブラッド・ピット               | 『マネーボール』                                        | ビリー・ビーン ‡                                      |
| 2012 | ダニエル・デイ＝ルイス         | 『リンカーン』                                          | エイブラハム・リンカーン †                            |
| 2012 | ブラッドリー・クーパー         | 『世界にひとつのプレイブック』                          | パット・ソリータ ‡                                    |
| 2012 | ジョン・ホークス               | 『セッションズ』                                        | マーク・オブライエン                                  |
| 2012 | ヒュー・ジャックマン           | 『レ・ミゼラブル』                                      | ジャン・バルジャン ‡                                  |
| 2012 | デンゼル・ワシントン           | 『フライト』                                            | ウィップ・ウィテカー ‡                                |
| 2013 | マシュー・マコノヒー           | 『ダラス・バイヤーズクラブ』                            | ロン・ウッドルーフ †                                  |
| 2013 | ブルース・ダーン               | 『ネブラスカ ふたつの心をつなぐ旅』                     | ウッディ・グラント ‡                                  |
| 2013 | キウェテル・イジョフォー       | 『それでも夜は明ける』                                  | ソロモン・ノーサップ ‡                                |
| 2013 | フォレスト・ウィテカー         | 『大統領の執事の涙』                                    | セシル・ゲインズ                                      |
| 2013 | トム・ハンクス                 | 『キャプテン・フィリップス』                            | リチャード・フィリップス                              |
| 2014 | エディ・レッドメイン           | 『博士と彼女のセオリー』                                | スティーヴン・ホーキング †                            |
| 2014 | スティーヴ・カレル             | 『フォックスキャッチャー』                              | ジョン・E・デュポン ‡                                 |
| 2014 | ベネディクト・カンバーバッチ   | 『イミテーション・ゲーム/エニグマと天才数学者の秘密』   | アラン・チューリング ‡                                |
| 2014 | ジェイク・ジレンホール         | 『ナイトクローラー』                                    | ルイス・ブルーム                                      |
| 2014 | マイケル・キートン             | 『バードマン あるいは（無知がもたらす予期せぬ奇跡）』   | リーガン・トムソン ‡                                  |
| 2015 | レオナルド・ディカプリオ       | 『レヴェナント: 蘇えりし者』                            | ヒュー・グラス †                                      |
| 2015 | ブライアン・クランストン       | 『トランボ ハリウッドに最も嫌われた男』                 | ダルトン・トランボ ‡                                  |
| 2015 | ジョニー・デップ               | 『ブラック・スキャンダル』                              | ジェームズ・ジョセフ・バルジャー                      |
| 2015 | マイケル・ファスベンダー       | 『スティーブ・ジョブズ』                                | スティーブ・ジョブズ ‡                                |
| 2015 | エディ・レッドメイン           | 『リリーのすべて』                                      | リリー・エルベ / アイナー・モーウンス・ヴィーグナー ‡ |
| 2016 | デンゼル・ワシントン           | 『フェンス』                                            | トロイ・マクソン ‡                                    |
| 2016 | ケイシー・アフレック           | 『マンチェスター・バイ・ザ・シー』                      | リー・チャンドラー †                                  |
| 2016 | アンドリュー・ガーフィールド   | 『ハクソー・リッジ』                                    | デズモンド・T・ドス ‡                                 |
| 2016 | ライアン・ゴズリング           | 『ラ・ラ・ランド』                                      | セバスチャン・ワイルダー ‡                            |
| 2016 | ヴィゴ・モーテンセン           | 『はじまりへの旅』                                      | ベン・キャッシュ ‡                                    |
| 2017 | ゲイリー・オールドマン         | 『ウィンストン・チャーチル/ヒトラーから世界を救った男』 | ウィンストン・チャーチル †                            |
| 2017 | ティモシー・シャラメ           | 『君の名前で僕を呼んで』                                | エリオ・パールマン ‡                                  |
| 2017 | ジェームズ・フランコ           | 『ディザスター・アーティスト』                          | トミー・ウィゾー                                      |
| 2017 | ダニエル・カルーヤ             | 『ゲット・アウト』                                      | クリス・ワシントン ‡                                  |
| 2017 | デンゼル・ワシントン           | 『ローマンという名の男 -信念の行方-』                   | ローマン・J・イスラエル ‡                             |
| 2018 | ラミ・マレック                 | 『ボヘミアン・ラプソディ』                              | フレディ・マーキュリー †                              |
| 2018 | クリスチャン・ベール           | 『バイス』                                              | ディック・チェイニー ‡                                |
| 2018 | ブラッドリー・クーパー         | 『アリー/スター誕生』                                   | ジャクソン・"ジャック"・メイン ‡                      |
| 2018 | ヴィゴ・モーテンセン           | 『グリーンブック』                                      | フランク・"トニー・リップ"・バレロンガ ‡              |
| 2018 | ジョン・デヴィッド・ワシントン | 『ブラック・クランズマン』                              | ロン・ストールワース                                  |
| 2019 | ホアキン・フェニックス         | 『ジョーカー』                                          | アーサー・フレック / ジョーカー †                     |
| 2019 | クリスチャン・ベール           | 『フォードvsフェラーリ』                                | ケン・マイルズ                                        |
| 2019 | レオナルド・ディカプリオ       | 『ワンス・アポン・ア・タイム・イン・ハリウッド』        | リック・ダルトン ‡                                    |
| 2019 | アダム・ドライバー             | 『マリッジ・ストーリー』                                | チャーリー・バーバー ‡                                |
| 2019 | タロン・エガートン             | 『ロケットマン』                                        | エルトン・ジョン                                      |

### 2020年代
| 年   | 受賞及び候補者               | 作品名                                           | 役名                            |
| ---- | ---------------------------- | ------------------------------------------------ | ------------------------------- |
| 2020 | チャドウィック・ボーズマン   | 『マ・レイニーのブラックボトム』                 | レヴィー‡                       |
| 2020 | リズ・アーメッド             | 『サウンド・オブ・メタル -聞こえるということ-』  | ルーベン・ストーン‡             |
| 2020 | アンソニー・ホプキンス       | 『ファーザー』                                   | アンソニー †                    |
| 2020 | ゲイリー・オールドマン       | 『Mank/マンク』                                  | ハーマン・J・マンキーウィッツ‡  |
| 2020 | スティーヴン・ユァン         | 『ミナリ』                                       | ジェイコブ・イー‡               |
| 2021 | ウィル・スミス               | 『ドリームプラン』                               | リチャード・ウィリアムズ †      |
| 2021 | ハビエル・バルデム           | 『愛すべき夫妻の秘密』                           | デジ・アーナズ‡                 |
| 2021 | ベネディクト・カンバーバッチ | 『パワー・オブ・ザ・ドッグ』                     | フィル・バーバンク‡             |
| 2021 | アンドリュー・ガーフィールド | 『tick, tick... BOOM! : チック、チック…ブーン!』 | ジョナサン・ラーソン‡           |
| 2021 | デンゼル・ワシントン         | 『マクベス』                                     | マクベス‡                       |
| 2022 | ブレンダン・フレイザー       | 『ザ・ホエール』                                 | チャーリー †                    |
| 2022 | オースティン・バトラー       | 『エルヴィス』                                   | エルヴィス・プレスリー‡         |
| 2022 | コリン・ファレル             | 『イニシェリン島の精霊』                         | パードリック‡                   |
| 2022 | ビル・ナイ                   | 『生きる LIVING』                                | ミスター・ウィリアムズ‡         |
| 2022 | アダム・サンドラー           | 『HUSTLE ハッスル』                              | スタンリー                      |
| 2023 | キリアン・マーフィー         | 『オッペンハイマー』                             | ロバート・オッペンハイマー †    |
| 2023 | ブラッドリー・クーパー       | 『マエストロ: その音楽と愛と』                   | レナード・バーンスタイン‡       |
| 2023 | コールマン・ドミンゴ         | 『ラスティン: ワシントンの「あの日」を作った男』 | バイヤード・ラスティン‡         |
| 2023 | ポール・ジアマッティ         | 『ホールドオーバーズ 置いてけぼりのホリディ』    | ポール・ハナム‡                 |
| 2023 | ジェフリー・ライト           | 『アメリカン・フィクション』                     | セロニアス・“モンク”・エリソン‡ |
| 2024 | ティモシー・シャラメ         | 『名もなき者/A COMPLETE UNKNOWN』                | ボブ・ディラン‡                 |
| 2024 | エイドリアン・ブロディ       | 『ブルータリスト』                               | ラースロー・トート†             |
| 2024 | ダニエル・クレイグ           | 『クィア/QUEER』                                 | ウィリアム・リー                |
| 2024 | コールマン・ドミンゴ         | 『シンシン/SING SING』                           | ジョン・ウィットフィールド‡     |
| 2024 | レイフ・ファインズ           | 『教皇選挙』                                     | トーマス・ローレンス枢機卿‡     |

## エピソード
これまでに全米映画俳優組合賞主演男優賞を受賞しているにもかかわらず、同年のアカデミー主演男優賞を受賞できなかった男優が以下7名存在する。
- 2000年: ベニチオ・デル・トロ（『トラフィック』） - ラッセル・クロウ（『グラディエーター』）に敗北
- 2001年: ラッセル・クロウ（『ビューティフル・マインド』） - デンゼル・ワシントン（『トレーニングデイ』）に敗北
- 2002年: ダニエル・デイ＝ルイス (『ギャング・オブ・ニューヨーク』) - エイドリアン・ブロディ (『戦場のピアニスト』)に敗北
- 2003年: ジョニー・デップ（『パイレーツ・オブ・カリビアン/呪われた海賊たち』） - ショーン・ペン（『ミスティック・リバー』）に敗北
- 2016年: デンゼル・ワシントン (『フェンス』) - ケイシー・アフレック (『マンチェスター・バイ・ザ・シー』)に敗北
- 2020年: チャドウィック・ボーズマン (『マ・レイニーのブラックボトム』) - アンソニー・ホプキンス (『ファーザー』)に敗北
- 2024年: ティモシー・シャラメ (『名もなき者/A COMPLETE UNKNOWN』) - エイドリアン・ブロディ (『ブルータリスト』)に敗北

また、2000年のベニチオ・デル・トロ（『トラフィック』）は、アカデミー賞では助演男優賞を受賞したが、同年の全米映画俳優組合賞では助演男優賞には候補に挙がらず、主演男優賞を受賞した。

### 複数回受賞者
3回
- ダニエル・デイ＝ルイス（『ギャング・オブ・ニューヨーク』、『ゼア・ウィル・ビー・ブラッド』、『リンカーン』）

### 複数回候補者
2回
- ジェフ・ブリッジス（『クレイジー・ハート』、『トゥルー・グリット』）
- ニコラス・ケイジ（『リービング・ラスベガス』、『アダプテーション』）
- ロバート・デュヴァル（The Apostle、Get Low）
- コリン・ファース（『シングルマン』、『英国王のスピーチ』）
- モーガン・フリーマン（『ショーシャンクの空に』、『インビクタス/負けざる者たち』）
- フィリップ・シーモア・ホフマン（『フローレス』、『カポーティ』）
- ジャック・ニコルソン（『恋愛小説家』、『アバウト・シュミット』）
- ジェフリー・ラッシュ（『シャイン』、『クイルズ』）
- フォレスト・ウィテカー （『ラストキング・オブ・スコットランド』、『大統領の執事の涙』）
- エディ・レッドメイン (『博士と彼女のセオリー』、『リリーのすべて』)
- ブラッド・ピット (『ベンジャミン・バトン 数奇な人生』、『マネーボール』)
- ジェームズ・フランコ (『127時間』、『ディザスター・アーティスト』)
- クリスチャン・ベール (『バイス』、『フォードvsフェラーリ』)
- ホアキン・フェニックス (『ウォーク・ザ・ライン/君につづく道』、『ジョーカー』)
- ゲイリー・オールドマン(『ウィンストン・チャーチル/ヒトラーから世界を救った男』、『Mank』)
- アンソニー・ホプキンス(『ニクソン』、『ファーザー』)
- ベネディクト・カンバーバッチ(『イミテーション・ゲーム/エニグマと天才数学者の秘密』、『パワー・オブ・ザ・ドッグ』)
- アンドリュー・ガーフィールド(『ハクソー・リッジ』、『tick, tick... BOOM! : チック、チック...ブーン!』)
- ウィル・スミス(『幸せのちから』、『ドリームプラン』)
- ポール・ジアマッティ(『サイドウェイ』、『ホールドオーバーズ 置いてけぼりのホリディ』)
- エイドリアン・ブロディ(『戦場のピアニスト』、『ブルータリスト』)
- ティモシー・シャラメ(『君の名前で僕を呼んで』、『名もなき者/A COMPLETE UNKNOWN』)
- コールマン・ドミンゴ(『ラスティン: ワシントンの「あの日」を作った男』、『シンシン／SING SING』)
- レイフ・ファインズ(『イングリッシュ・ペイシェント』、『教皇選挙』)

3回
- ダニエル・デイ＝ルイス（『ギャング・オブ・ニューヨーク』、『ゼア・ウィル・ビー・ブラッド』、『リンカーン』）
- ジョージ・クルーニー（『フィクサー』、『マイレージ、マイライフ』、『ファミリー・ツリー』）
- ジョニー・デップ（『パイレーツ・オブ・カリビアン/呪われた海賊たち』、『ネバーランド』、『ブラック・スキャンダル』）
- ライアン・ゴズリング（『ハーフネルソン』、『ラースと、その彼女』、『ラ・ラ・ランド』）
- ヴィゴ・モーテンセン (『イースタン・プロミス』、『はじまりへの旅』、『グリーンブック』)
- ブラッドリー・クーパー (『世界にひとつのプレイブック』、『アリー/ スター誕生』、『マエストロ: その音楽と愛と』)

4回
- ラッセル・クロウ（『インサイダー』、『グラディエーター』、『ビューティフル・マインド』、『シンデレラマン』）
- ショーン・ペン（『デッドマン・ウォーキング』、『アイ・アム・サム』、『ミスティック・リバー』、『ミルク』）
- トム・ハンクス（『フォレスト・ガンプ/一期一会』、『プライベート・ライアン』、『キャスト・アウェイ』、『キャプテン・フィリップス』）

5回
- レオナルド・ディカプリオ（『アビエイター』、『ブラッド・ダイヤモンド』、『J・エドガー』、『レヴェナント: 蘇えりし者』、『ワンス・アポン・ア・タイム・イン・ハリウッド』）

6回
- デンゼル・ワシントン（『ザ・ハリケーン』、『トレーニングデイ』、『フライト』、『フェンス』、『ローマンという名の男』、『マクベス』）